# Piotr Dunin
Piotr Dunin s Pravkovic je bil starosta Malborka (1478-1484), kastelan Sieradza (od 1478) in vojvoda Brestkujavskega vojvodstva, * okoli 1415, Krona kraljevine Poljske, † 1484, Krona kraljevine Poljske. 
17. septembra 1462 je popeljal poljsko vojsko do zmage nad tevtonskimi vitezi v bitki pri Świecinu. S to bitko v trinajstletni vojni se je končala oblast tevtonskih vitezov nad regijo, saj si vitezi po tej in naslednjih bitkah niso več opomogli.

## Življenje
Piotr Dunin je izhajal iz stare plemiške družine Łabędzi. Vojaško kariero je začel precej pozno, leta 1455, ko je kot kraljevi dvorjan sodeloval pri pohodu na Lasin.
Kje je preživel svojo mladost, ni znano. Zdi se, da je študiral v tujini ali sodeloval v tujih vojnah, saj so se kasneje pokazale njegove visoke vojaške  sposobnosti. Leta 1456 je postal velikoseradski kaštelan in dvorjan Kazimirja IV. Jagela. Tri leta kasneje je postal krakovski mestni grof in dvorni maršal. Slednje dostojanstvo je bilo povezano s prevzemom poveljstva nad dvornimi prapori. V tej vlogi je spremljal kralja Kazimirja na njegovem pohodu v Prusijo in nato dobil službo namestnika sandomirskega kanclerja.
V trinajstletni vojni je bil vrhovni poveljnik kraljeve vojske. Njegov taktični talent in doslednost, s katero je poskušal presekati dotok nasrotnikovih okrepitev iz Nemčije, sta nedvomno prispevala k zmagi Poljske. Zmagal je v bitki pri Świecinu 17. septembra 1462 in osvojil Gniew in Hojnice. Bil je poveljnik z veliko avtoriteto, a tudi neusmiljen človek, ki je s trdo roko vzdrževal disciplino v enotah svojih plačancev. Ko je po zavzetju mesta Rybaki v Sambiji izbruhnil spor o delitvi plena, je ukazal mesto požgati in s tem odstraniti predmet spora. Bil je podpisnik Drugega torunjskega miru leta 1466. Leta 1472 je spremljal princa Kazimirja v neuspešnem pohodu na ogrski prestol, leta 1477 pa je skupaj s sinom Janom Belim poveljeval poljskim četam med vojno z varminskim škofom Mikołajem Tungenom.
Leta 1476 je od Stanislava Warszyckega kupil mesto Ujazd z gradom in okoliškimi vasmi za 8.000 ogrskih forintov in del vasi Święte v Breško-kujavski regiji.
Do konca svojega življenja je ostal zaupni svetovalec kralja Kazimirja IV. in njegov predstavnik v Kraljevi Prusiji. Proti lokalnemu plemstvu je bil leta 1478 imenovan za starešino Malborka, guvernerja najbogatejše kraljeve dežele na Poljskem. Do svojih podložnikov se je izkazal kot učinkovit in pošten upravitelj. Leta 1478 je postal kaštelan v Sieradzu, ob koncu življenja leta 1479 pa mu je bila zaupana služba brzeško-kujavskega vojvode.